# Schleifung

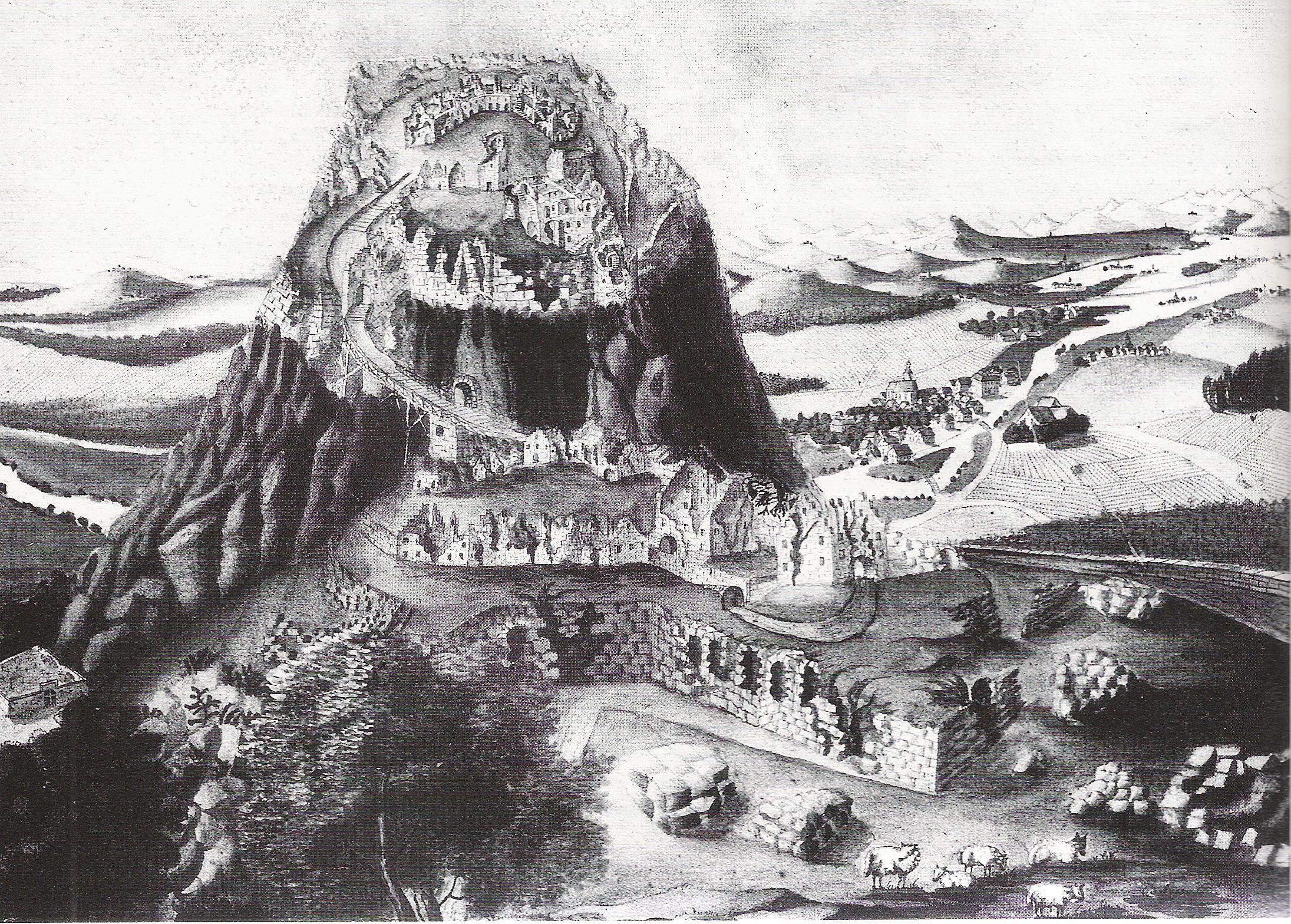
Die Festung Hohentwiel nach der Schleifung von August bis Oktober 1801 durch die Franzosen

Schleifung bezeichnet meist den Abriss von Burgen oder Befestigungsanlagen der verlierenden Partei eines militärischen Konflikts. Sie erfolgt durch Abtragen, Einebnen, Sprengen oder Niederreißen. Nur selten wurde hierbei die Anlage völlig zerstört. Der Standort einer ehemaligen Burg wird Burgstall genannt.
Der Begriff wird auch bei der Devastierung von Orten zur Erweiterung von Tagebau-Gebieten verwendet und war bei den Zwangsaussiedlungen an der innerdeutschen Grenze relevant.

## Schleifung aus militärischen Gründen
Ursprünglich bezeichnete der Begriff das Abtragen und Unbrauchbarmachen von eroberten feindlichen Festungen, da diese gerade vor der Erfindung des Schwarzpulvers und dem daraus resultierenden Aufkommen mauerbrechender Waffen strategisch enorm wichtig waren. Der Gegner sollte geschwächt werden, indem die Fähigkeit zur Abwehr künftiger Angriffe reduziert wurde. Schleifung aus militärischen Gründen wurde vor allem dann vorgenommen, wenn das eroberte Gebiet nicht dauerhaft besetzt werden sollte oder die Verwendung der Verteidigungsanlage für die neuen Besitzer nur beschränkt möglich war.

## Schleifung aus wirtschaftlichen Gründen
Im 19. Jahrhundert wurden viele der veralteten Festungen geschleift, da sie militärisch obsolet geworden waren und die wachsenden Städte immer mehr Raum forderten. Eine Schleifung war oft der einfachste Weg, um auf dem Areal der sich im Stadtzentrum befindenden Festungsanlagen Baugrund zu schaffen. Dieser Prozess der Beseitigung städtischer Befestigungsanlagen wird spezifisch als Entfestigung bzw. Defortifikation bezeichnet. Der anfallende Abraum aus Backstein, Klinker, Findlingen usw. diente als Material für die Bebauung. Die Schleifung erfolgte durch das mechanische Abtragen von Mauern und Wällen, das Einebnen von Gräben und, falls notwendig, durch Sprengungen. Meist wurden die Flächen, auf denen sich die Befestigungsanlagen befanden, als Park- und Grünflächen (Promenaden) oder für (Ring-)Straßen (vgl. Ringpark) genutzt. Mitunter wurden einzelne als historisch bedeutend angesehene Bauteile erhalten und in die Grünanlagen bzw. die neuen Straßen und Plätze einbezogen wie z. B. einige mittelalterliche Stadttore in Köln oder das Holstentor in Lübeck.
Umrisse der alten Wallanlagen zeichnen sich oft noch deutlich im Stadtbild ab. Beispiele sind Planten un Blomen in Hamburg, der Frankfurter Anlagenring als Ersatz für die dortigen Wallanlagen, die Bremer Wallanlagen, der Kölner Grüngürtel oder die Münstersche Promenade. In einigen Städten wie z. B. Aachen kann man zwei Ringstraßen sehen, die auf einer älteren und einer neueren Befestigungsanlage beruhen (siehe Stadtmauer Aachen). Berühmt ist auch die Wiener Ringstraße, an deren Seiten im ausgehenden 19. Jahrhundert repräsentative Prachtbauten entstanden, der in Wien auch Ringstraßenstil genannt wird.

## Trivia
- Der Boulevard (Bollwerk) bezeichnete ursprünglich ebenfalls eine durch Schleifung gewonnene Ringstraße.
- Zur Abtragung der Wiener Festungswerke komponierte Johann Strauss (Sohn) 1862 eine Demolierer-Polka (Op. 269).
- Das Verb schleifen wird in diesem Zusammenhang regelmäßig gebeugt: geschleift, nie geschliffen.[2]